# Ходжаоглу, Тугче
Тугче Ходжаоглу (тур. Tuğçe Hocaoğlu; род. 1 июля 1988, Бурса) — турецкая волейболистка, связующая.

## Биография
Тугче Ходжаоглу родилась 1 июля 1988 года в турецком городе Бурса.
Играла в волейбол на позиции связующей. Всю карьеру провела в чемпионате Турции за «Анадолу Юниверситеси» (2005—2007), «Нилюфер Беледийе» (2007—2008), «Иллер Банкасы» (2008—2009), «Эрегли Беледийе» (2009—2010), «Анкарагюджю» (2010—2011), «Ешилюрт» (2011—2012, 2013—2014), «Вакыфбанк» (2012—2013), «Идманоджаги» (2014—2015) и «Халкбанк» (2015—2016).
Высших результатов в карьере достигла в 2013 году в составе «Вакыфбанка», с которым выиграла чемпионат и Кубок Турции и Лигу чемпионов.
Выступала за сборные Турции среди девушек и юниорок.

## Семья
Младшая сестра — Эдже Ходжаоглу (род. 1994), турецкая волейболистка. Выступала за женскую сборную Турции.
Муж — Серхат Джошкун (род. 1987), турецкий волейболист. Выступал за сборную Турции. Поженились в 2013 году.